# Meneptila praedonia
Meneptila praedonia är en fjärilsart som beskrevs av Edward Meyrick 1915. Meneptila praedonia ingår i släktet Meneptila och familjen fransmalar. Inga underarter finns listade i Catalogue of Life.